# Gäddträsket (Nedertorneå socken, Norrbotten)
Gäddträsket är en sjö i Haparanda kommun i Norrbotten och ingår i Keräsjoki-Sangisälvens kustområde.